# Mårby socken
Mårby var en socken i Gudhems härad i Västergötland. Dess område tillhör nu Falköpings kommun i den del av Västra Götalands län som tidigare ingick i Skaraborgs län.
År 1768 sammanslogs Mårby och Hångers socknar och bildade Bjurums kyrkosocken. Däremot fortsatte de som separata jordebokssocknar fram till 1892, då de även i jordeboken blev sammanförda till Bjurums socken.
Mårby kyrka låg 4 kilometer väster om Bjurums kyrka, byggd samma år som socknarna slogs ihop, och till vilken en del av den gamla kyrkans inventarier flyttades.